# Stanisław Sarnowski (aktor)
August Stanisław Jan Sarnowski (także Stanisław Pomian-Sarnowski, ur. 8 lutego 1851 w Międzyrzecu, zm. 21 marca 1912) – polski aktor teatralny, dyrektor teatrów prowincjonalnych.

## Kariera aktorska
Występował w zespołach teatrów prowincjonalnych: Pawła Ratajewicza (1872–1873), Juliana Grabińskiego (1873), Mieczysława Krauzego (1874–1876), Józefa Rybackiego (sez. 1876/1877), Bolesława Kremskiego i Hipolita Wójcickiego (1877–1878), Anastazego Trapszy (1878, 1880–1881) i Bronisławy Kopystyńskiej (1878), a także w warszawskich teatrach ogródkowych: „Alkazar”, „Alhambra”, „Eldorado”, „Belle Vue” i „Nowy Świat”. Występował głównie w rolach komediowych i operetkach, m.in. jako: Ponicki (Żydzi), Melchior Warchołek (Czartowska ława), Tholosan (Nasi najserdeczniejsi), Chlestakow (Rewizor), Muszkat (Przed ślubem), Grojseszyk (Podróż po Warszawie), Eisenstein (Zemsta nietoperza), Celestyn (Nitouche) i Bojomir (Bojomir i Wanda).

## Zarządzanie zespołami teatralnymi
Jesienią 1881 r. wspólnie z bratem, Kazimierzem Sarnowskim, zorganizował zespół teatralny, z którym występował początkowo w Łomży i Hrubieszowie, a następnie również m.in. w Lublinie, Suwałkach i Kaliszu. Zespół działał (z krótkimi przerwami) do 1897 roku. Bracia wymieniali się na stanowisku dyrektora, a w pewnych okresach podpisywali afisze razem, co spowodowane było zapewne względami finansowymi. W 1895 r. Stanisław Sarnowski prowadził teatr w Ciechocinku do spółki ze Stanisławem Staszewskim. W latach 1898–1898 roku organizował jeszcze przedstawienia w Lublinie i Sosnowcu.

## Życie prywatne
Jego żoną (od 1890 r.) była aktorka i śpiewaczka operetkowa Katarzyna Lewkowicz. Ich córką była aktorka, Stanisława Lubicz-Sarnowska.